# Tre ankare

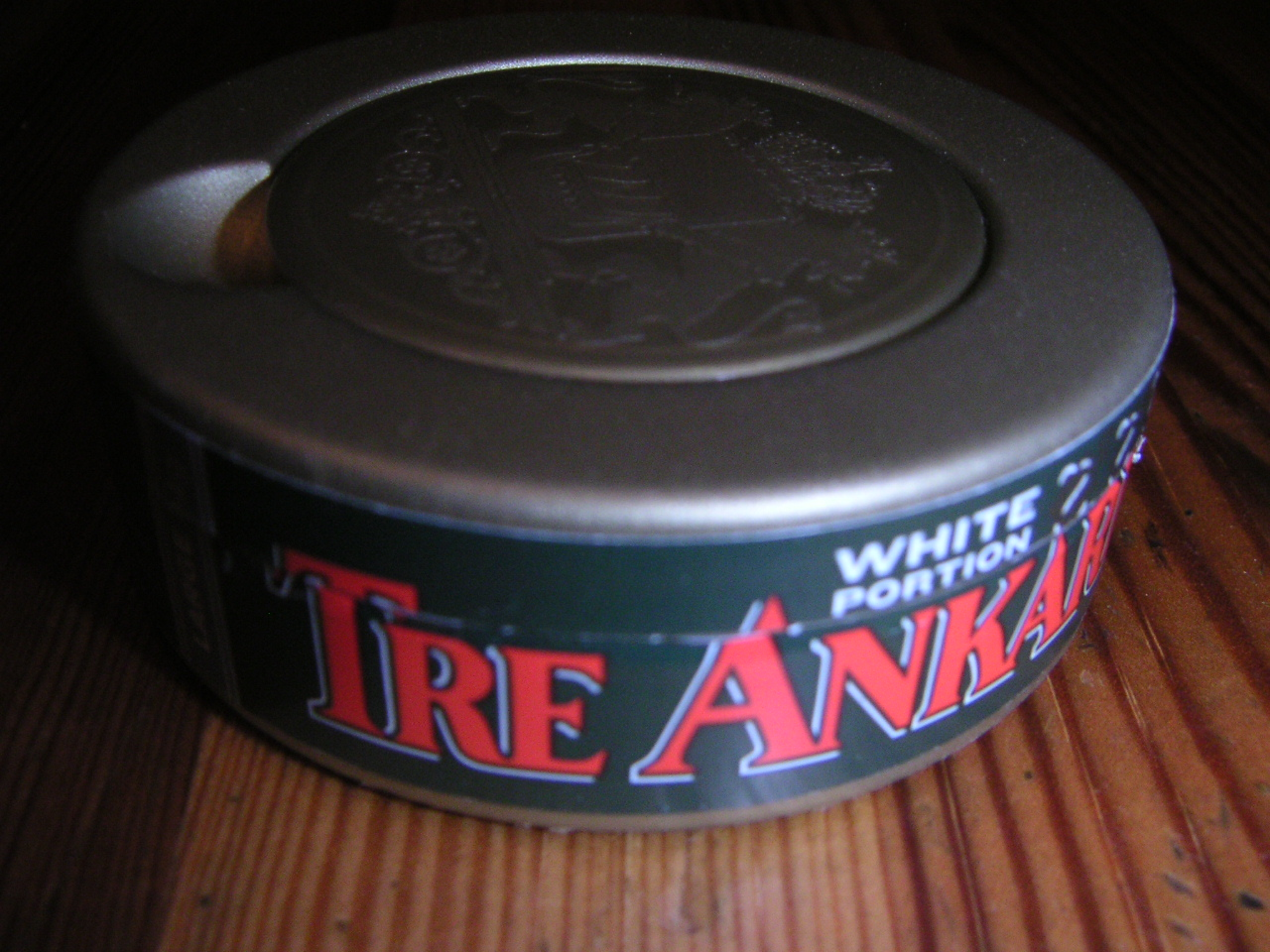
Tre Ankare White Portion

Tre ankare är en snussort som produceras av Swedish Match. Snuset, som har en nikotinhalt på 0,8 procent, har en mörk och jordig tobakskaraktär med inslag av rök, ceder och torkade örter.
Tre ankare finns bara som white portion. Det finns även som miniprillor (minivarianten introducerades 1986). Original portion försvann under 2000-talet.